# Vipps
Vipps er en digital betalingstjeneste for smartphone. Vipps blev lanceret af DNB ASA den 30. maj 2015. Siden 2017 udgør tjenesten et fritstående selskab, hvor DNB er største ejer med en andel på 52%, SpareBank 1-alliansen ejer 25 p%, de selvstændige sparebanker 12 %, Eika Gruppen 10 % og Sparebanken Møre 1 %.
Vipps er tilgængelig i App Store og Google Play. Støtte for Windows Store var tilgængelig ved lancering, men er nu afsluttet. Vipps er tilgængelig for personer over 15 år med norsk fødselsnummer, mobilnummer, kontonummer og betalingskort. Vipps lader brugerne betale til modtagers telefonnummer i stedet for kontonummer.
Ved lancering måtte brugerne betale 1 norsk krone per overførsel op til 2.000 kroner og 1% af beløbet ved større overførsler. Da MobilePay blev lanceret uden gebyrer, fulgte DNB efter, men beholdt gebyr for transaktioner over 5.000 kroner.
I 2022 fusionerede Vipps med danske MobilePay (som også er aktiv på det finske marked). Det nye firma hedder Vipps MobilePay, har hovedsæde i Norges hovedstad Oslo, og ejes af de Norske banker bag Vipps og Danske Bank.